# Ichneumon sculpturatus
Ichneumon sculpturatus är en stekelart som beskrevs av Holmgren 1864. Ichneumon sculpturatus ingår i släktet Ichneumon och familjen brokparasitsteklar. Arten är reproducerande i Sverige. Utöver nominatformen finns också underarten I. s. emigrator.